# JenPráce.cz
JenPráce.cz je český internetový portál zaměřený na nabídku práce a brigád. Patří mezi největší pracovní portály v České republice.

## Historie

### Počátky a vznik
Projekt JenPráce.cz vznikl v roce 2009 jako facebooková stránka, kterou založili Radovan Hypš a David Krmela. Stránka se zaměřovala především na dělnické pozice, které tehdejší pracovní portály často přehlížely. V roce 2013 byl spuštěn samostatný webový portál pod názvem JenPráce.cz.

### Vstup investora a rozvoj
V roce 2016 založili Radovan Hypš a David Krmela společnost Coweo Technologies s.r.o., která se stala provozovatelem portálu JenPráce.cz. Téhož roku do firmy vstoupila jako minoritní investor investiční skupina Pale Fire Capital, kterou založili Jan Barta, Dušan Šenkypl a další partneři.
V roce 2021 se výkonnou ředitelkou společnosti stala Anna Kevorkyan. Pod jejím vedením se portál začal více zaměřovat na digitalizaci náborových procesů.
V dubnu 2022 Pale Fire Capital navýšila svůj podíl ve společnosti Coweo Technologies na 80 % a stala se jejím majoritním vlastníkem.
V roce 2022 portál zaznamenal přes milion zobrazení stránek měsíčně.

## Funkce a služby
JenPráce.cz slouží jako platforma pro inzerci pracovních nabídek napříč obory a regiony. Portál se dlouhodobě zaměřuje převážně na provozní a manuální pozice, zatímco některé konkurenční portály pokrývají specializované segmenty trhu.
Od roku 2017 nabízí také placenou inzerci a propojení s náborovými systémy třetích stran. Portál zahrnuje nástroje pro práci s daty a podporu rozhodování při náboru zaměstnanců.
V posledních letech rozšířil nabídku o nové technologie, včetně videoinzerce a pokročilých algoritmů pro doporučování pracovních pozic.

## Přítomnost v médiích
Zástupci společnosti se pravidelně vyjadřují v médiích k tématům pracovního trhu, zaměstnanosti a legislativy v oblasti HR.

## Klienti
Mezi uživateli portálu jsou personální agentury i větší firmy a instituce, například Skanska, Ministerstvo vnitra nebo ČSOB Pojišťovna.